# 아임 쏘리 (비디오 게임)
《곤베에의 아임 쏘리》(일본어: ごんべえのあいむそ〜り〜 Gonbee no I'm Sorry[*]) 또는 아임 소리(I'm Sorry: 영어판 제목)는 일본의 정치풍자 게임이다. 아임 쏘리는 록히드 사건을 패러디한 게임으로서 주인공 총리가 금괴를 훔치는 내용의 게임으로 컨티뉴가 불가능하다는 특징이 있다. 특히 스테이지를 지날때 마다 주인공 총리의 집이 점점 화려해지는 모습으로 비리정치인을 신랄하게 풍자했다.

## 제목의 유래
일본의 실존인물인 다나카 가쿠에이(田中角榮, 1918년 5월 4일 ~ 1993년 12월 16일) 일본 총리를 모델로 하여 제작된 게임으로, 私は総理だ!→나는 총리다!를 영어로 읽은 I'm sorry에서 유래되었다.
실상 일본사람을 제외한 모든 사람들은 이 뜻을 나는 총리다!가 아닌 죄송합니다!로 받아들이는 해프닝이 유발되기도 했다.
특히 한국의 경우 1980년대 당시 외국어를 잘 모르는 업주들이 게임 제목을 엉터리로 바꾸는 경우가 많았는데, 이 게임 역시 주인공의 생김새 때문에 이주일로 바뀌는 해프닝이 있었다. 특정 오락실에서는 개그맨 이주일의 명대사 "못 생겨서 죄송합니다"와 이 게임의 원 제목이 어느 정도 맞물리는 특징때문에 이주일의 명대사가 그대로 제목으로 쓰이기도 했다.

## 게임 방식
주인공 총리가 돌아다니면서 금괴를 훔쳐다가 자신의 집에 갖다놓는 게임이다.금괴를 훔치면 훔칠수록 주인공 총리를 따라다니는 말풍선 속의 숫자가 증가하며 0 - 100 - 300 - 600 - 1000 - 1600 - 2500 - 3900 - 5500 - 7400 - 9999 순으로 증가한다. 적이 등장하면 주먹이나 부채로 때려서 쓰러뜨리면 되며 굴러오는 나무통은 뛰어넘으면 된다. 또한 주먹으로 강철문을 부수는 것도 가능한데 이는 총리의 절대권력을 패러디한 것이다.
아임 쏘리는 원래 팩맨을 기본 베이스로 하여 제작된 게임이며 여기에 '싸움'이라는 시스템을 추가하여 난이도를 높였다.

## 적 캐릭터
- 야당의원 - 가장 기본적인 적으로 야당의원에게 잡혀 죽으면 변태적인 모습으로 죽게 된다. 일본 개그맨 타모리를 모델로 하여 제작되었다.
- 가짜 마이클 잭슨 - 특기인 문워크를 쓰면서 이동한다. 그 외 특징은 야당의원과 비슷하다.
- 주인공 총리의 동상 - 주인공 총리가 옆을 지나가면 적으로 움직이게 된다.
- 가짜 세코 토시히코 - 이동속도가 빠르며 맷집이 굉장히 좋아 철문과 비슷한 내구력을 지니고 있다.
- 가짜 자이언트 바바 - 역시 맷집이 좋으며 가짜 자이언트 바바에게 잡혀 죽으면 번쩍 들어올려 내동댕이 쳐진다.
- 가짜 마돈나 - 여자이면서 가장 강력하다. 무려 장풍을 쏜다. 이 장풍에 맞으면 불에 타 죽는다.
- 다나카 가쿠에이의 동상 - 평소에는 가만히 서 있다가 플레이어가 앞을 지나가면 살아나서 움직인다.

## 장애물
- 철문 - 통과하기 위해서 주먹으로 부숴야 한다.
- 금고 - 속에 금괴가 들어있기 때문에 훔치려면 역시 주먹으로 부숴야 한다.
- 나무통 - 주인공 총리를 향해 굴러오는데 뛰어넘어서 피해야 한다. 스테이지 9~12는 두 개, 13부터는 세 개가 나온다
- 연못 - 징검다리를 뛰어넘어야 하며 연못에 빠질 경우 마찬가지로 죽게 된다.
- 소화전 - 설정상 소화전임에도 불구하고 물이 아니라 불을 뿜는다. 마찬가지로 점프로 뛰어넘을 수 있다.
- 도쿄 타워 - 장애물은 아니지만 주먹으로 때리면 특정 장소에서 금이 나타난다.
- 모아이 - 1스테이지에서 철문을 모두 부순 상태에서 금을 모두 모으면 화면 가운데에 나타난다. 주먹으로 공격하면 하나 당 1500점을 얻게 된다.
- 바리케이드 - 15스테이지에서부터 등장한다. 물론 통과하기 위해서 주먹으로 부숴야 한다.

## 같이 보기
- 다나카 가쿠에이
- 록히드 사건